# Regierung Milan Hodža I
Die Regierung Milan Hodža I war die 15. Regierung der Tschechoslowakei in der Zeit zwischen den Weltkriegen. Sie war vom 5. November 1935 bis zum 18. Dezember 1935 im Amt.

## Kabinettsmitglieder
| Ressort                                                       | Name                | Amtszeit                             |
| ------------------------------------------------------------- | ------------------- | ------------------------------------ |
| Ministerpräsident                                             | Milan Hodža         | 5. November 1935 – 18. Dezember 1935 |
| Außenminister                                                 | Edvard Beneš        | 5. November 1935 – 18. Dezember 1935 |
| Innenminister                                                 | Josef Černý         | 5. November 1935 – 18. Dezember 1935 |
| Finanzminister                                                | Karel Trapl         | 5. November 1935 – 18. Dezember 1935 |
| Minister für Bildung und Kultur                               | Jan Krčmář          | 5. November 1935 – 18. Dezember 1935 |
| Verteidigungsminister                                         | František Machník   | 5. November 1935 – 18. Dezember 1935 |
| Justizminister                                                | Ivan Dérer          | 5. November 1935 – 18. Dezember 1935 |
| Minister für Industrie, Handel und Gewerbe                    | Josef Václav Najman | 5. November 1935 – 18. Dezember 1935 |
| Minister für die Eisenbahnen                                  | Rudolf Bechyně      | 5. November 1935 – 18. Dezember 1935 |
| Minister für öffentliche Arbeiten                             | Jan Dostálek        | 5. November 1935 – 18. Dezember 1935 |
| Landwirtschaftsminister                                       | Milan Hodža         | 5. November 1935 – 09. November 1935 |
| Landwirtschaftsminister                                       | Josef Zadina        | 9. November 1935 – 18. Dezember 1935 |
| Sozialminister                                                | Jaromír Nečas       | 5. November 1935 – 18. Dezember 1935 |
| Minister für Gesundheit und Sport                             | Ludwig Czech        | 5. November 1935 – 18. Dezember 1935 |
| Minister für Post und Telegraphie                             | Emil Franke         | 5. November 1935 – 18. Dezember 1935 |
| Minister für die Unifizierung von Gesetzgebung und Verwaltung | Jan Šrámek          | 5. November 1935 – 18. Dezember 1935 |
| Minister ohne Portfolio                                       | Franz Spina         | 5. November 1935 – 18. Dezember 1935 |